# Ordre de Antonio José de Irisarri
L'ordre Antonio José de Irisarri a été fondée en 1973 par le gouvernement du Guatemala. Il a été nommé en l'honneur de l'homme d'État et écrivain Antonio José de Irisarri.

## Grades
L'ordre comprend cinq classes:
- grand collier
- grand-croix
- grand officier
- commandeur
- officier

La classe des chevaliers n'existe pas.
Le ruban est blanc avec un grand centre bande bleue.
L'ordre est accordé aux diplomates.

## Liste des grands-groix
- Urruela Federico (2004)
- Juan Antonio Martabit
- Estuardo Roldán[2]
- Nina Pacari
- Jorge Enrique Taiana[3], ministre des Affaires étrangères du Brésil
- Anne Hidalgo, maire de Paris (2017)